# Badiozzaman Forouzanfar
Badiozzaman Forouzanfar o Badi'ozzamān Forūzānfar (en persa: بدیع‌الزمان فروزانفر) (Boshruyeh, 12 de julio de 1904 - Teherán, 6 de mayo de 1970),fue un erudito en literatura persa, lingüística y cultura iraníes. Fue uno de los mayores expertos en Rumi y su obra, así como uno de sus grandes editores durante el siglo XX. Fue profesor de literatura en la Universidad de Teherán.
Se le considera uno de los cinco maestros (Panj Ostād) de la literatura persa, junto con Malekoshoara Bahar, Jalal Homaei, Abdolazim Gharib y Rashid Yasemi.
La edición crítica del Diwan-e Shams-e Tabrizi de Rumi (en 10 volúmenes) realizada por Forouzanfar es la más completa hasta la fecha. 
La primera edición crítica de Fihi ma fihi ((Lo que hay en él, está en él), y que fue traducido por A. J. Arberry como Discourses of Rumi también fue realizada por Forouzanfar.  Su Ahadith-i Mathnawi es una recopilación de hadices del Masnavi de Rumi.